# 区画整理促進機構
公益財団法人区画整理促進機構（くかくせいりそくしんきこう）は、土地区画整理事業の一層の促進を図るため、事業の円滑な着手の支援、事業推進にかかる各種の支援、事業地区にかかる宅地の利用促進の支援等を行い、もって都市整備の推進と国民の生活の向上に寄与することを目的に、1991年（平成3年）8月26日に設立された公益法人。

## 概要
- 所在地：東京都千代田区二番町12番地12　B.D.A.二番町ビル2階
- 設立：1991年8月26日
- 基本財産：3億5千万円
- 理事長：小前繁

## 主たる業務
1. 区画整理に関係する専門家等の派遣
2. 組合区画整理の業務代行者の紹介
3. 区画整理宅地の利用促進事業者の紹介
4. 区画整理事業に係る調査・研究
5. 各種講習会の開催
6. 中心市街地活性化の支援